# Алексієвка (Тяжинський округ)
Алексі́євка (рос. Алексеевка) — присілок у складі Тяжинського округу Кемеровської області, Росія.

## Населення
Населення — 42 особи (2010; 75 у 2002).
Національний склад (станом на 2002 рік):
- росіяни — 100 %